# Mezistátní utkání české hokejové reprezentace v sezóně 2009/2010
Mezistátních utkání české hokejové reprezentace v sezóně 2009/2010 bylo celkem 32. Nejprve odehrála reprezentace 3 zápasy v září na Czech Hockey Games 2009, pak 3 zápasy na Karjala Cupu 2009, přátelský zápas se Slovenskem a 3 zápasy na Channel One Cupu 2009. V roce 2010 následovalo 5 zápasů na Zimních olympijských hrách 2010, pak 4 přátelské zápasy, 3 zápasy na LG Hockey Games 2010 a přátelský zápas s Běloruskem. V květnu 2010 ukončilo sezónu 9 zápasů na Mistrovství světa v ledním hokeji 2010.

## Přehled mezistátních zápasů
| Pořadí | Datum        |       | Výsledek                            | Soupeř    | Soutěž                          | Místo utkání    |
| ------ | ------------ | ----- | ----------------------------------- | --------- | ------------------------------- | --------------- |
| 1664.  | 3. 9. 2009   | Česko | 2 : 0 (0:0, 1:0, 1:0)               | Finsko    | Czech Hockey Games 2009         | Karlovy Vary    |
| 1665.  | 5. 9. 2009   | Česko | 5 : 2 (1:1, 3:0, 1:1)               | Švédsko   | Czech Hockey Games 2009         | Karlovy Vary    |
| 1666.  | 6. 9. 2009   | Česko | 3 : 2 sn (1:1, 0:1, 1:0 – 0:0, 1:0) | Rusko     | Czech Hockey Games 2009         | Karlovy Vary    |
| 1667.  | 5. 11. 2009  | Česko | 3 : 4 (1:1, 0:3, 2:0)               | Švédsko   | Karjala Cup 2009                | Jönköping       |
| 1668.  | 7. 11. 2009  | Česko | 1 : 2 (1:1, 0:0, 0:1)               | Finsko    | Karjala Cup 2009                | Helsinky        |
| 1669.  | 8. 11. 2009  | Česko | 3 : 4 pp (2:0, 0:2, 1:1 – 0:1)      | Rusko     | Karjala Cup 2009                | Helsinky        |
| 1670.  | 15.12. 2009  | Česko | 3 : 2 sn (1:0, 0:2, 1:0 – 0:0, 1:0) | Slovensko | přátelsky                       | Košice          |
| 1671.  | 17. 12. 2009 | Česko | 2 : 1 pp (1:1, 0:0, 0:0 – 1:0)      | Finsko    | Channel One Cup 2009            | Praha           |
| 1672.  | 19. 12. 2009 | Česko | 3 : 4 pp (0:0, 0:2, 3:1 – 0:1)      | Švédsko   | Channel One Cup 2009            | Moskva          |
| 1673.  | 20. 12. 2009 | Česko | 3 : 4 sn (0:1, 2:1, 1:1 – 0:0, 0:1) | Rusko     | Channel One Cup 2009            | Moskva          |
| 1674.  | 17. 2. 2010  | Česko | 3 : 1 (1:0, 2:1, 0:0)               | Slovensko | Zimní olympijské hry 2010 (ZS)  | Vancouver       |
| 1675.  | 19. 2. 2010  | Česko | 5 : 2 (3:0, 1:2, 1:0)               | Lotyšsko  | Zimní olympijské hry 2010 (ZS)  | Vancouver       |
| 1676.  | 21. 2. 2010  | Česko | 2 : 4 (1:1, 0:1, 1:2)               | Rusko     | Zimní olympijské hry 2010 (ZS)  | Vancouver       |
| 1677.  | 24. 2. 2010  | Česko | 3 : 2 pp (2:0, 0:0, 0:2 – 1:0)      | Lotyšsko  | Zimní olympijské hry 2010 (PPO) | Vancouver       |
| 1678.  | 25. 2. 2010  | Česko | 0 : 2 (0:0, 0:0, 0:2)               | Finsko    | Zimní olympijské hry 2010 (ČTF) | Vancouver       |
| 1679.  | 7. 4. 2010   | Česko | 1 : 4 (0:1, 1:2, 0:1)               | Švýcarsko | přátelsky                       | Olten           |
| 1680.  | 9. 4. 2010   | Česko | 3 : 1 (0:0, 2:1, 1:0)               | Švýcarsko | přátelsky                       | Ambri-Piotta    |
| 1681.  | 16. 4. 2010  | Česko | 6 : 2 (3:1, 2:1, 1:0)               | Slovensko | přátelsky                       | Prostějov       |
| 1682.  | 17. 4. 2010  | Česko | 3 : 2 (0:1, 1:0, 2:1)               | Slovensko | přátelsky                       | Prostějov       |
| 1683.  | 29. 4. 2010  | Česko | 2 : 1sn (1:0, 0:1, 0:0 - 0:0, 1:0)  | Švédsko   | LG Hockey Games 2010            | Stockholm       |
| 1684.  | 1. 5. 2010   | Česko | 1 : 4 (1:0, 0:1, 0:3)               | Finsko    | LG Hockey Games 2010            | Stockholm       |
| 1685.  | 2. 5. 2010   | Česko | 4 : 2 (0:1, 2:0, 2:1)               | Rusko     | LG Hockey Games 2010            | Stockholm       |
| 1686.  | 6. 5. 2010   | Česko | 5 : 2 (0:0, 1:0, 4:2)               | Bělorusko | přátelsky                       | Praha           |
| 1687.  | 9. 5. 2010   | Česko | 6 : 2 (2:0, 2:0, 2:2)               | Francie   | Mistrovství světa 2010 (ZS)     | Mannheim        |
| 1688.  | 11. 5. 2010  | Česko | 2 : 3 (0:1, 1:1, 1:1)               | Norsko    | Mistrovství světa 2010 (ZS)     | Mannheim        |
| 1689.  | 13. 5. 2010  | Česko | 2 : 1 (1:0, 1:1, 0:0)               | Švédsko   | Mistrovství světa 2010 (ZS)     | Mannheim        |
| 1690.  | 15. 5. 2010  | Česko | 2 : 3 (0:2, 2:1, 0:0)               | Švýcarsko | Mistrovství světa 2010 (OFS)    | Mannheim        |
| 1691.  | 17. 5. 2010  | Česko | 3 : 1 (0:0, 2:0, 1:1)               | Lotyšsko  | Mistrovství světa 2010 (OFS)    | Mannheim        |
| 1692.  | 18. 5. 2010  | Česko | 3 : 2 (1:1, 2:0, 0:1)               | Kanada    | Mistrovství světa 2010 (OFS)    | Mannheim        |
| 1693.  | 20. 5. 2010  | Česko | 2 : 1 sn (0:1, 0:0, 1:0 – 0:0, 1:0) | Finsko    | Mistrovství světa 2010 (ČTF)    | Kolín nad Rýnem |
| 1694.  | 22. 5. 2010  | Česko | 3 : 2 sn (1:1, 0:1, 1:0 – 0:0, 1:0) | Švédsko   | Mistrovství světa 2010 (SMF)    | Kolín nad Rýnem |
| 1695.  | 23. 5. 2010  | Česko | 2 : 1 (1:0, 1:0, 0:1)               | Rusko     | Mistrovství světa 2010 (FIN)    | Kolín nad Rýnem |

## Bilance sezóny 2009/2010
| Soupeř    | Zápasy | Výhry | VP | PP | Prohry | Skóre |
| --------- | ------ | ----- | -- | -- | ------ | ----- |
| Bělorusko | 1      | 1     | 0  | 0  | 0      | 5:2   |
| Finsko    | 6      | 1     | 2  | 1  | 2      | 8:10  |
| Francie   | 1      | 1     | 0  | 0  | 0      | 6:2   |
| Kanada    | 1      | 1     | 0  | 0  | 0      | 3:2   |
| Lotyšsko  | 3      | 2     | 1  | 0  | 0      | 11:5  |
| Norsko    | 1      | 0     | 0  | 0  | 1      | 2:3   |
| Rusko     | 6      | 2     | 1  | 2  | 1      | 17:17 |
| Slovensko | 4      | 3     | 1  | 0  | 0      | 15:7  |
| Švédsko   | 6      | 2     | 2  | 1  | 1      | 19:14 |
| Švýcarsko | 3      | 1     | 0  | 0  | 2      | 6:8   |
| Celkem    | 32     | 14    | 7  | 4  | 7      | 92:70 |

## Reprezentovali v sezóně 2009/2010
| Post     | Hráč           | Zápasy | Branky | Minuty | Zásahy | Klub                    |
| -------- | -------------- | ------ | ------ | ------ | ------ | ----------------------- |
| Brankáři | Jaroslav Hübl  | 2      | 6      | 120    | 44     | HC Benzina Litvínov     |
|          | Lukáš Mensator | 3      | 6      | 184    | 75     | HC Energie Karlovy Vary |
|          | Ondřej Pavelec | 3      | 6      | 184    | 66     | Atlanta Thrashers       |
|          | Jakub Sedláček | 2      | 3      | 120    | 52     | PSG Zlín                |
|          | Marek Schwarz  | 5      | 11     | 249    | 105    | BK Mladá Boleslav       |
|          | Jakub Štěpánek | 3      | 6      | 122    | 45     | HC Vítkovice Steel      |
|          | Tomáš Vokoun   | 15     | 28     | 922    | 402    | Florida Panthers        |

| Post     | Hráč              | Zápasy | Branky | Asis | Body | TM | Klub                           |
| -------- | ----------------- | ------ | ------ | ---- | ---- | -- | ------------------------------ |
| Obránci  | Michal Barinka    | 7      | 0      | 0    | 0    | 8  | HC Vítkovice Steel             |
|          | Miroslav Blaťák   | 26     | 3      | 7    | 10   | 10 | Salavat Julajev Ufa            |
|          | Antonín Bořuta    | 2      | 0      | 0    | 0    | 0  | PSG Zlín                       |
|          | Petr Čáslava      | 22     | 1      | 2    | 3    | 16 | Timrå IK                       |
|          | Jakub Čutta       | 5      | 0      | 0    | 0    | 2  | HC Energie Karlovy Vary        |
|          | Lukáš Derner      | 1      | 0      | 0    | 0    | 2  | Bílí Tygři Liberec             |
|          | Jiří Drtina       | 1      | 0      | 0    | 0    | 0  | HC Slavia Praha                |
|          | Petr Gřegořek     | 16     | 2      | 1    | 3    | 8  | HC Mountfield České Budějovice |
|          | Michal Gulaši     | 1      | 0      | 0    | 0    | 0  | HC Sparta Praha                |
|          | Jan Hejda         | 5      | 0      | 0    | 0    | 4  | Columbus Blue Jackets          |
|          | Josef Hrabal      | 5      | 1      | 0    | 1    | 0  | HC Oceláři Třinec              |
|          | Jiří Hunkes       | 3      | 0      | 0    | 0    | 0  | Bílí Tygři Liberec             |
|          | Tomáš Kaberle     | 5      | 1      | 2    | 3    | 0  | Toronto Maple Leafs            |
|          | Jan Kolář         | 1      | 0      | 0    | 0    | 0  | HC Eaton Pardubice             |
|          | Angel Krstev      | 17     | 0      | 1    | 1    | 4  | Torpedo Nižnij Novgorod        |
|          | Filip Kuba        | 5      | 0      | 1    | 1    | 0  | Ottawa Senators                |
|          | Pavel Kubina      | 5      | 0      | 0    | 0    | 2  | Atlanta Thrashers              |
|          | Zdeněk Kutlák     | 9      | 0      | 0    | 0    | 2  | HC Ambrì-Piotta                |
|          | Lukáš Květoň      | 3      | 0      | 0    | 0    | 0  | HC Mountfield České Budějovice |
|          | Jan Lučka         | 1      | 0      | 0    | 0    | 2  | nezjištěný klub                |
|          | Josef Melichar    | 6      | 1      | 0    | 1    | 14 | HC Mountfield České Budějovice |
|          | Zbyněk Michálek   | 5      | 0      | 0    | 0    | 4  | Phoenix Coyotes                |
|          | Tomáš Mojžíš      | 20     | 2      | 3    | 5    | 14 | MODO Hockey                    |
|          | Jakub Nakládal    | 2      | 0      | 0    | 0    | 4  | HC Eaton Pardubice             |
|          | Ondřej Němec      | 22     | 1      | 2    | 3    | 12 | HC Energie Karlovy Vary        |
|          | Filip Novák       | 6      | 0      | 2    | 2    | 8  | HC MVD Balašicha               |
|          | Roman Polák       | 5      | 0      | 0    | 0    | 4  | St. Louis Blues                |
|          | Karel Rachůnek    | 21     | 2      | 6    | 8    | 20 | HK Dynamo Moskva               |
|          | Michal Rozsíval   | 10     | 0      | 2    | 2    | 4  | New York Rangers               |
|          | Vladimír Sičák    | 3      | 0      | 0    | 0    | 4  | HC Vítkovice Steel             |
|          | Marek Židlický    | 5      | 0      | 5    | 5    | 2  | Minnesota Wild                 |
| Útočníci | Jaroslav Bednář   | 11     | 6      | 0    | 6    | 18 | Torpedo Nižnij Novgorod        |
|          | Michal Birner     | 1      | 0      | 1    | 1    | 0  | TPS Turku                      |
|          | Pavel Brendl      | 5      | 1      | 1    | 2    | 2  | Torpedo Nižnij Novgorod        |
|          | Jan Bulis         | 3      | 1      | 1    | 2    | 4  | Atlant Mytišči                 |
|          | Petr Čajánek      | 8      | 3      | 2    | 5    | 12 | SKA Petrohrad                  |
|          | Jakub Černý       | 1      | 1      | 0    | 1    | 0  | HC Benzina Litvínov            |
|          | Roman Červenka    | 26     | 5      | 8    | 13   | 10 | HC Slavia Praha                |
|          | Patrik Eliáš      | 5      | 2      | 2    | 4    | 2  | New Jersey Devils              |
|          | Martin Erat       | 5      | 0      | 1    | 1    | 2  | Nashville Predators            |
|          | Tomáš Fleischmann | 5      | 1      | 2    | 3    | 2  | Washington Capitals            |
|          | Milan Gulaš       | 3      | 0      | 1    | 1    | 0  | HC Mountfield České Budějovice |
|          | Martin Havlát     | 5      | 0      | 2    | 2    | 0  | Minnesota Wild                 |
|          | Jaroslav Hlinka   | 3      | 0      | 0    | 0    | 0  | HC Sparta Praha                |
|          | Petr Hubáček      | 26     | 5      | 3    | 8    | 6  | HC Kometa Brno                 |
|          | Jiří Hudler       | 9      | 5      | 0    | 5    | 2  | HK Dynamo Moskva               |
|          | Zbyněk Irgl       | 3      | 0      | 0    | 0    | 2  | Lokomotiv Jaroslavl            |
|          | Jaromír Jágr      | 18     | 6      | 9    | 15   | 22 | Avangard Omsk                  |
|          | Peter Jánský      | 3      | 0      | 1    | 1    | 0  | HC Benzina Litvínov            |
|          | Lukáš Kašpar      | 16     | 5      | 2    | 7    | 8  | Oulun Kärpät                   |
|          | Jakub Klepiš      | 27     | 7      | 7    | 14   | 10 | Avangard Omsk                  |
|          | Petr Koukal       | 13     | 1      | 2    | 3    | 2  | HC Eaton Pardubice             |
|          | Jan Kovář         | 5      | 0      | 1    | 1    | 0  | HC Plzeň 1929                  |
|          | David Krejčí      | 5      | 2      | 1    | 3    | 6  | Boston Bruins                  |
|          | Pavel Kubiš       | 1      | 0      | 1    | 1    | 2  | PSG Zlín                       |
|          | Petr Kumstát      | 6      | 1      | 3    | 4    | 2  | HC Energie Karlovy Vary        |
|          | Tomáš Kůrka       | 9      | 0      | 2    | 2    | 4  | HC Slavia Praha                |
|          | Marek Kvapil      | 15     | 3      | 1    | 4    | 0  | HC Vítkovice Steel             |
|          | David Květoň      | 5      | 0      | 2    | 2    | 0  | HC Oceláři Třinec              |
|          | Jakub Langhammer  | 2      | 0      | 0    | 0    | 6  | HC Sparta Praha                |
|          | František Lukeš   | 5      | 1      | 0    | 1    | 2  | HC Benzina Litvínov            |
|          | Jan Marek         | 20     | 4      | 4    | 8    | 8  | Metallurg Magnitogorsk         |
|          | Milan Michálek    | 5      | 1      | 1    | 2    | 0  | Ottawa Senators                |
|          | Jiří Novotný      | 26     | 2      | 7    | 9    | 22 | Atlant Mytišči                 |
|          | Tomáš Plekanec    | 5      | 3      | 0    | 3    | 0  | Montreal Canadiens             |
|          | Tomáš Rolinek     | 27     | 5      | 4    | 9    | 16 | Metallurg Magnitogorsk         |
|          | Martin Růžička    | 14     | 1      | 2    | 3    | 0  | HC Oceláři Třinec              |
|          | Josef Straka      | 2      | 0      | 0    | 0    | 0  | Severstal Čerepovec            |
|          | Petr Vampola      | 19     | 2      | 7    | 9    | 16 | HC Plzeň 1929                  |
|          | Josef Vašíček     | 14     | 1      | 1    | 2    | 14 | Lokomotiv Jaroslavl            |
|          | Michal Vondrka    | 2      | 1      | 0    | 1    | 0  | HC Slavia Praha                |
|          | Jakub Voráček     | 13     | 1      | 5    | 6    | 8  | Columbus Blue Jackets          |

| Trenéři          | Funkce   |
| ---------------- | -------- |
| Vladimír Růžička | Hlavní   |
| Josef Jandač     | Asistent |
| Ondřej Weissmann | Asistent |

## Přátelské mezistátní zápasy
Česko –  Slovensko	3:2 sn (1:0, 0:2, 1:0 – 0:0)
15. prosince 2009 – Košice

Branky Česka: 19. Jakub Černý, 50. Marek Kvapil, František Lukeš rozhodující SN 

Branky Slovenska: 29. Zedník, 40. Pálffy.

Rozhodčí: Baluška, Kubuš – Tvrdoň, Novák (SVK)

Vyloučení: 4:7 (0:0) navíc Marcel Hossa (SVK) 5 min. a do konce utkání

Diváků: 8 340
Česko: Jakub Štěpánek (31. Marek Schwarz) – Angel Krstev, Michal Gulaši, Jiří Hunkes, Lukáš Derner, Jiří Drtina, Josef Hrabal, Jan Kolář, Jan Lučka – Tomáš Kůrka, Jan Marek, František Lukeš – Lukáš Kašpar, Petr Vampola, Marek Kvapil - David Květoň, Jakub Langhammer, Martin Růžička – Jakub Černý, Michal Birner, Pavel Kubiš.
Slovensko: Lašák – Lintner, Obšut, Graňák, Štrbák, Podhradský, Smrek, Slovák – Pálffy, Stümpel, Zedník – Radivojevič, Cibák, Sejna – Marcel Hossa (36. Š. Růžička), Kukumberg, Kolník - Bartovič, Zagrapan, Nagy.
 Česko –  Švýcarsko	1:4 (0:1, 1:2, 0:1)
7. dubna 2010 – Olten	

Branky Česka: 21. Jaroslav Bednář

Branky Švýcarska: 11. Monnet, 33. Bürgler, 37. Bürgler, 47. Lemm.

Rozhodčí: Popovic, Striker – Fluri, Zosso (SUI)

Vyloučení: 6:2 (0:2, 1:0)

Diváci: 3 520
Česko: Jaroslav Hübl – Tomáš Mojžíš, Petr Čáslava, Angel Krstev, Petr Gřegořek, Ondřej Němec, Josef Hrabal, Jan Lučka – Jaroslav Bednář, Josef Straka, Petr Hubáček – David Květoň, Petr Vampola, Jiří Novotný – Milan Gulaš, Jan Marek, Lukáš Květoň – Peter Jánský, Jakub Langhammer (14. Jan Kovář), Martin Růžička.
Švýcarsko: Monzato (31. Genoni) – Seger, J. Vauclair, S. Hirschi, Schelling, Back, Helbling, Grossmann, Geering – Lemm, Monnet, B. Plüss – Duca, Romy, Bürgler – Berger, Joggi, Sciaroni – Reuille, Brunner, T. Vauclair – Casutt.
 Česko –  Švýcarsko	3:1 (0:0, 2:1, 1:0)
9. dubna 2010 – Ambri-Piotta

Branky Česka: 31. Josef Hrabal, 36. Petr Gřegořek, 60. Jan Marek

Branky Švýcarska: 33. T. Vauclair

Rozhodčí: Perr, Prugger – Kohler, Müller (SUI)

Vyloučení: 4:4 (1:0)

Diváci: 4 020
Česko: Jakub Sedláček – Tomáš Mojžíš, Petr Čáslava, Angel Krstev, Petr Gřegořek, Ondřej Němec, Josef Hrabal, Antonín Bořuta – Jaroslav Bednář, Josef Straka, Petr Hubáček – David Květoň, Petr Vampola, Jiří Novotný – Milan Gulaš, Jan Marek, Lukáš Květoň – Peter Jánský, Jan Kovář, Martin Růžička.
Švýcarsko: Bäumle (36. Genoni) – J. Vauclair, Back, S. Hirschi, Helbling, Grossmann, Geering – Casutt, Monnet, B. Plüss - Duca, Romy, Bürgler – A. Berger, Joggi, Sciaroni – Reuille, Brunner, T. Vauclair.
 Česko –  Slovensko	6:2 (3:1, 2:1, 1:0)
16. dubna 2010 – Prostějov

Branky Česka: 11. Petr Čáslava, 15. Lukáš Kašpar, 19. Martin Růžička, 31. Tomáš Kůrka, 38. Lukáš Kašpar, 45. Jakub Klepiš

Branky Slovenska: 16. Záborský, 27. Záborský.

Rozhodčí: Jeřábek, Minář - Barvíř, Blümel (CZE)

Vyloučení: 5:6 (2:0, 1:0)

Diváci: 2 500
Česko: Jaroslav Hübl – Tomáš Mojžíš, Petr Čáslava, Karel Rachůnek, Petr Gřegořek, Ondřej Němec, Angel Krstev – Jakub Klepiš, Petr Vampola, Jiří Novotný – Tomáš Kůrka, Jan Marek, Michal Vondrka – Lukáš Kašpar, Jan Kovář, Petr Hubáček – Milan Gulaš, David Květoň, Martin Růžička.
Slovensko: Hamerlík – Vydarený, Starosta, Lintner, Švarný, Valach, Graňák, Slovák, Frühauf – Čiernik, Zálešák, Tatar – Bartánus, Zagrapan, Záborský – Pánik, Bulík, Tománek – Jaško, Buc, Tybor.
 Česko –  Slovensko	3:2 (0:1, 1:0, 2:1)
17. dubna 2010 – Prostějov

Branky Česka: 28. Petr Hubáček, 57. Jakub Klepiš, 60. Tomáš Mojžíš

Branky Slovenska: 17. Tománek, 60. Pánik.

Rozhodčí: Jeřábek, Šindler – Bláha, Kalivoda (CZE)

Vyloučení: 4:5 (0:0, 1:0)

Diváci: 2 500
Česko: Jakub Sedláček – Tomáš Mojžíš, Petr Čáslava, Karel Rachůnek, Petr Gřegořek, Ondřej Němec, Angel Krstev, Jiří Hunkes, Josef Hrabal – Jakub Klepiš, Jan Marek, Jiří Novotný – Tomáš Kůrka, Petr Vampola, Michal Vondrka – Lukáš Kašpar, Jan Kovář, Petr Hubáček – Peter Jánský, David Květoň, Martin Růžička – od 41. navíc Lukáš Květoň.
Slovensko: Staňa – Starosta, Vydarený, Lintner, Švarný, Slovák, Graňák, Frühauf, Gründling – Pánik, Zagrapan, Čiernik – Záborský, Zálešák, Tománek – Bartánus, Bulík, Tatar – Haščák, Buc, Chovan.
 Česko –  Bělorusko	5:2 (0:0, 1:0, 4:2)
6. května 2010 – Praha

Branky Česka: 25. Marek Kvapil, 42. Petr Hubáček, 51. Angel Krstev, 53. Petr Hubáček, 57. Roman Červenka

Branky Běloruska: 47. Děmagin, 51. Stefanovič.

Rozhodčí: Fraňo, Hribik - Blümel, Pouzar (CZE)

Vyloučení: 6:5 (2:0)

Diváci: 7 918
Česko: Tomáš Vokoun – Michal Rozsíval, Miroslav Blaťák, Karel Rachůnek, Petr Čáslava, Filip Novák, Petr Gřegořek, Angel Krstev, Tomáš Mojžíš – Jaromír Jágr, Roman Červenka, Tomáš Rolinek – Lukáš Kašpar, Petr Vampola, Jiří Novotný – Jakub Voráček, Jan Marek, Petr Hubáček – Marek Kvapil, Petr Koukal, Jakub Klepiš.
Bělorusko: Mezin – Salej, Kolosov, Rjadinskij, Stasenko, Makrickij, Kosťjučenok, Denisov, Gotovec – Kaljužnyj, Grabovskij, Ugarov – Děmagin, Stas, Meleško – Čupris, Michalev, Stefanovič – Zacharov, Kovyršin, Kulakov.